# Jocurile Olimpice antice
Jocurile Olimpice Antice, denumite originar Jocuri Olimpice (Olympiakoi Agones), au constatat dintr-o serie de competiții atletice care aveau loc pe o arenă între diferite orașe ale Greciei Antice. Acestea au început în anul 776 î.Hr. în Olympia, Grecia, și s-au serbat până în anul 393  când au fost desființate de împăratul roman Teodosiu I. Unele surse consideră anul 884 î.Hr. ca dată probabilă a primelor Jocuri Olimpice, totuși, pentru istorici începând cu anul 776 î.Hr. există o cronologie exactă a jocurilor .

## Istoric

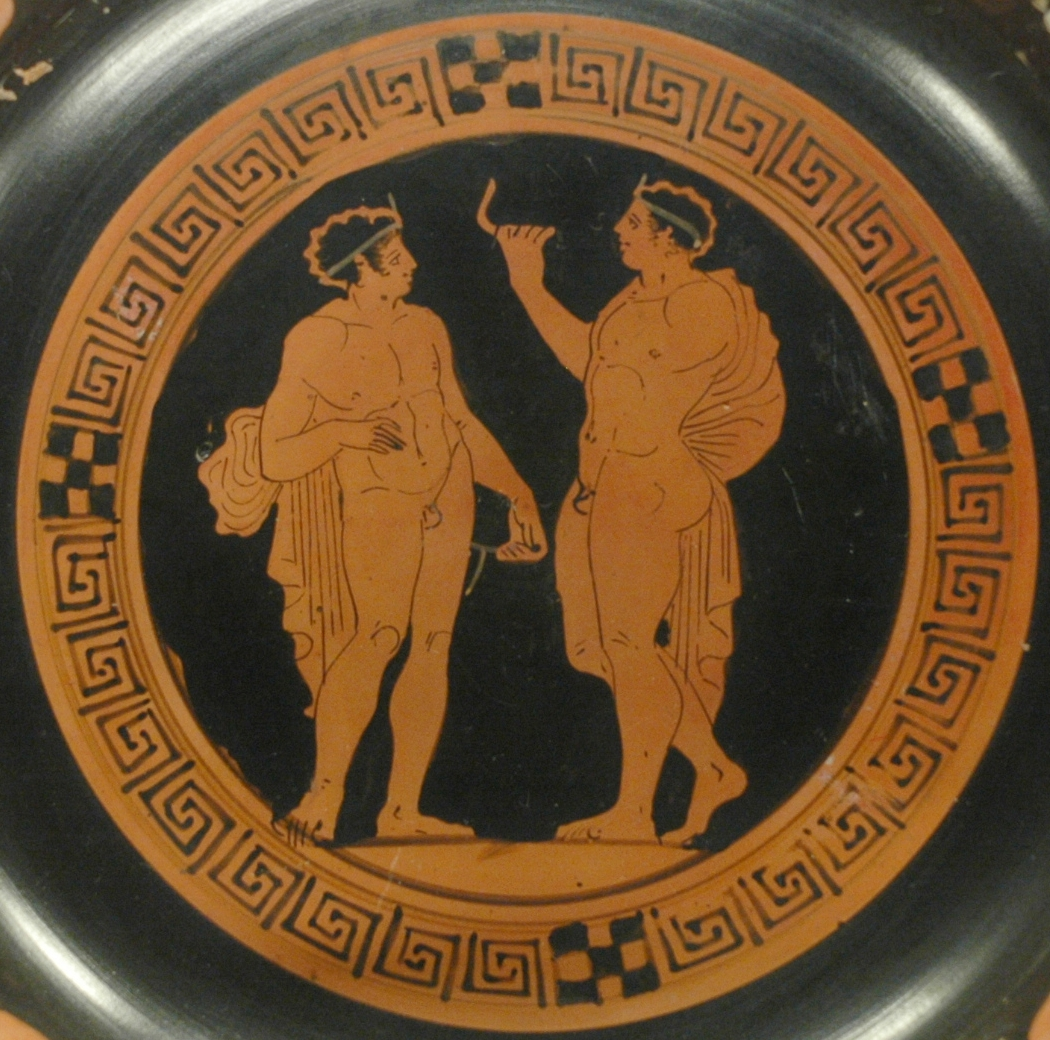
Atleți, 440–435 î.Hr.

Jocurile se desfășurau la fiecare patru ani, vara, în zilele sărbătorilor lui Zeus, în nord-vestul Peloponesului, în câmpia Olimpia. Participau doar bărbații de origine grecească, în timp ce femeilor nu le era permisă prezența nici ca spectatoare. De asemenea, doar cetățenii liberi erau admiși, sclavii fiind excluși. 
Organizarea jocurilor, judecarea rezultatelor și decernarea premiilor se făceau de către magistrați numiți Helladonike.
Jocurile durau cinci zile și începeau cu o procesiune solemnă și cu jertfe, cu defilarea concurenților și jurământul olimpic. În ziua a doua avea loc întrecerea tinerilor de 18-20 ani după care, în ziua a treia întreceri de alergare, lupte, pugilat și pancrațiu. Cea mai disputată probă, cea de pentatlon avea loc în ziua a patra urmată de întrecerile „hoplitodorilor” (oameni înarmați), alergările de care și călăria. De-a lungul timpului, ordinea întrecerilor s-a modificat de nenumărate ori. În ziua a cincea erau premiați învingătorii (Olimpionike, învingător la Olimpia) care primeau o cunună din ramuri de măslin sălbatic. Cei care își mențineau titlul de campion la mai multe ediții succesive sau erau câștigători a mai multor jocuri care se desfășurau pe teritoriul Greciei se numeau periodonikes
O deosebire importantă dintre Jocurile grecești și cele moderne este că toate evenimentele atletice indiferent de gradul de importanță erau organizate sub patronajul unei divinități.
La Delphi era onorat zeul Apollo, iar în Corint și Nemeea zeul Poseidon. Se credea că zeii le dau atleților forța fizică și abilitatea necesară pentru a putea participa cu succes la Jocuri, și drept urmare, atleții se închinau la zeitățile respective.  
Exista și o competiție mai brutală numită pankraion în care era permisă strângerea de gât, dar era interzisă mușcarea, scoaterea ochilor sau ruperea degetelor.  
În timpul jocurilor olimpice încetau orice conflicte politice și militare dintre cetățile grecești, instituindu-se așa-zisa „pace olimpică”. Intervalul dintre două ediții se numea „olimpiadă”. Evenimentele importante din istoria acestei perioade sunt exprimate prin numărul de ordine al Olimpiadei: de exemplu, lupta de la Termopile a avut loc în primul an al Olimpiadei 75 (480 î.Hr.). 
În anul 776 î.Hr. a fost consemnat în Olimpia numele câștigătorului primei curse pe stadion, bucătarul Koroibos din Elis, și se presupune că acest an marchează începutul Jocurilor Olimpice, deși data reală a primelor jocuri este necunoscută.
Tradiția spune că începând cu anul 720 î.Hr. atleții concurau dezbrăcați . 
Ultima ediție a jocurilor a avut loc în anul 392, fiind interzise doi ani mai târziu printr-un edict al împăratului roman Teodosiu I, din prejudecată religioasă (acesta era creștin, iar membrilor acestui cult le repugnau toate tradițiile legate de religiile păgâne), el ordonând distrugerea clădirilor Olimpiei. Până la acest moment final, timp de 12 secole Jocurile Olimpice s-au desfășurat neîntrerupt o dată la patru ani; au avut loc 293 de ediții .
În anul 426, Teodosiu al II-lea a ordonat distrugerea edificiilor din Olimpia.